# Abierto de Aeroflot

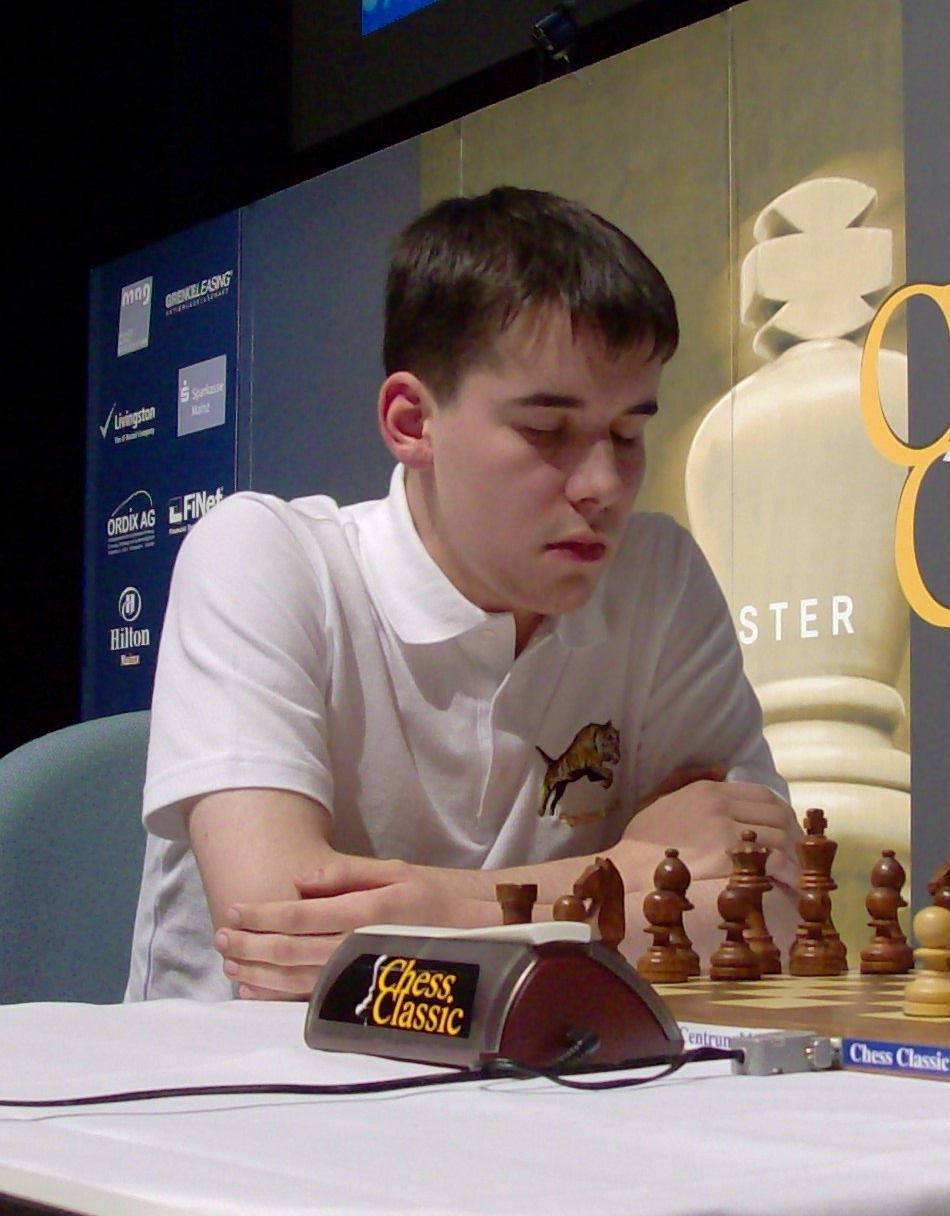
Ian Nepomniachtchi, gran maestro de ajedrez de Rusia, 2009.

El Abierto de Aeroflot (en ruso: Аэрофлот Опен) es un torneo abierto de ajedrez jugado en Moscú y patrocinado por la aerolínea Aeroflot. Su primera edición fue en el año 2002. El primer torneo convocó a más de 80 Grandes Maestros Internacionales de Ajedrez, mientras que en el segundo la cifra aumentó a los 150. El torneo se juega usando el sistema suizo y el ganador es invitado al Torneo de Ajedrez de Dortmund que se celebra posteriormente dentro del mismo año, una tradición que dio principio en 2003.

## Ganadores
El nombre del ganador se escribe en "negritas" ya que en algunas ediciones, los ajedrecistas finalizaron con el marcador empatado. En 2007, 2008 y 2010 hubo un solo vencedor. 
| Edición | Año  | Ganador                                                                                | Puntos  |
| ------- | ---- | -------------------------------------------------------------------------------------- | ------- |
| 1       | 2002 | Gregory Kaidanov Aleksandr Grischuk Aleksej Aleksandrov Alexander Shabalov Vadim Milov | 6,5 / 9 |
| 2       | 2003 | Viktor Bologan Aleksej Aleksandrov Alekseï Fiodorov Peter Svidler                      | 7 / 9   |
| 3       | 2004 | Sergueï Roublevski Rafael Vaganian Valerij Filippov                                    | 7 / 9   |
| 4       | 2005 | Emil Sutovsky Andrei Kharlov Vasili Ivanchuk Alexander Motylev Vladimir Akopian        | 6,5 / 9 |
| 5       | 2006 | Baadur Jobava Viktor Bologan Krishnan Sasikiran Shakhriyar Mamedyarov                  | 6,5 / 9 |
| 6       | 2007 | Yevgueni Alekseïev                                                                     | 7 / 9   |
| 7       | 2008 | Yan Nepómniashchi                                                                      | 7 / 9   |
| 8       | 2009 | Étienne Bacrot Alexander Moiseenko                                                     | 6,5 / 9 |
| 9       | 2010 | Lê Quang Liêm                                                                          | 7 / 9   |
| 10      | 2011 | Lê Quang Liêm Nikita Vitiugov Yevgueni Tomashevski                                     | 6,5 / 9 |
| 11      | 2012 | Mateusz Bartel Anton Korobov Pavel Eljanov                                             | 6,5 / 9 |
| 12      | 2013 | Serguéi Kariakin Aleksandr Grischuk                                                    | 6,5 / 9 |
| 13      | 2015 | Yan Nepómniashchi Daniil Dubov                                                         | 7 / 9   |